# Ginnastica ai Giochi della XXXII Olimpiade - Volteggio femminile
La finale al volteggio femminile alle Olimpiadi di Tokyo 2020 si è svolta all'Ariake Gymnastics Centre il 1º agosto.

## Podio[1]
| Oro            | Argento         | Bronzo        |
| Rebeca Andrade | Mykayla Skinner | Yeo Seo-jeong |

## Qualificazioni
A causa della regola dei passaporti "two per country", l'accesso alla finale è consentito soltanto a due atlete per nazione.
| Pos. | Ginnasta           | Totale | Qual. |
| ---- | ------------------ | ------ | ----- |
| 1    | Simone Biles       | 15.183 | RIT   |
| 2    | Jade Carey         | 15.166 | Q     |
| 3    | Rebeca Andrade     | 15.100 | Q     |
| 4    | MyKayla Skinner    | 14.866 | Q     |
| 5    | Yeo Seo-jeong      | 14.800 | Q     |
| 6    | Shallon Olsen      | 14.699 | Q     |
| 7    | Lilia Akhaimova    | 14.699 | Q     |
| 8    | Alexa Moreno       | 14.633 | Q     |
| 9    | Angelina Melnikova | 14.616 | Q     |
| 10   | Giulia Steingruber | 14.566 | R1    |
| 11   | Mai Murakami       | 14.466 | R2    |
| 12   | Ellie Black        | 14.416 | R3    |

## Classifica
| Pos.    | Ginnasta           | D. Score | E. Score | Penalità | 1° Parziale | D. Score | E. Score | Penalità | 2° Parziale | Totale |
| ------- | ------------------ | -------- | -------- | -------- | ----------- | -------- | -------- | -------- | ----------- | ------ |
| Oro     | Rebeca Andrade     | 6.000    | 9.266    | 0.100    | 15.166      | 5.800    | 9.200    | —        | 15.000      | 15.083 |
| Argento | 🇺🇸 Mykayla Skinner | 6.200    | 9.133    | —        | 15.333      | 5.400    | 8.733    | —        | 14.133      | 14.733 |
| Bronzo  | Alexa Moreno       | 5.8      | 8.966    | —        | 14.766      | 5.6      | 9.066    | —        | 14.666      | 14.716 |
| 4       | Angelina Melnikova | 5.400    | 9.266    | —        | 14.666      | 6.000    | 8.800    | 0.100    | 14.700      | 14.683 |
| 5       | Lilia Akhaimova    | 5.800    | 8.866    | —        | 14.666      | 5.600    | 9.066    | —        | 14.666      | 14.666 |
| 6       | Shallon Olsen      | 6.000    | 8.700    | —        | 14.700      | 5.400    | 9.000    | —        | 14.400      | 14.550 |
| 7       | Jade Carey         | 3.300    | 8.633    | —        | 11.933      | 5.800    | 9.100    | 2.000    | 12.900      | 12.416 |
| Pos.    | Ginnasta           | 1° Salto | 1° Salto | 1° Salto | 1° Salto    | 2° Salto | 2° Salto | 2° Salto | 2° Salto    | Totale |